# Constitution du Tchad
La  Constitution du Tchad peut designer :
- la Constitution tchadienne de 1959 ;
- la Constitution tchadienne de 1960 ;
- la Constitution tchadienne de 1962 ;
- la Constitution tchadienne de 1973 ;
- la Constitution tchadienne de 1978 ;
- la Constitution tchadienne de mai 1982 ;
- la Constitution tchadienne de septembre 1982 ;
- la Constitution tchadienne de 1989 ;
- la Constitution tchadienne de 1996 ;
- la Constitution tchadienne de 2018.